# Ікшкіле
Ікшкіле (латис. Ikšķile) — місто в Латвії.
Розташований на правому березі річки Даугава, за 28 кілометрів від Риги та за 7 кілометрів від міста Огре.

## Назва
- Ікшкіле (латис. Ikšķile;  вимова)
- Ікскюлль (нім. Uexküll, Üxküll) — до 1920 року.
- Ікшкіла (лів. Ikškilā)

## Історія
В Ікшкіле розташовувалося перше укріплене поселення німецьких купців. Німецька назва Ікскюль (нім. Uexküll) має таку етимологію: у лівській та естонській мовах вона буквально означає üks, yksi — «один, перший» і küla, kylä — «село».
Прибувши сюди в 1180 році на чолі християнської місії, канонік Зеберзького монастиря, єпископ Мейнард у 1185 році збудував тут замок, а в 1186 році — церкву. Будівництво здійснювали майстри з Готланду. Ці споруди вважаються першими кам’яними будівлями на території всієї Латвії. У 1201 році єпископ Альберт переніс свою резиденцію з Ікшкіле до Риги.
Давня історія поселення пов’язана з дворянським родом Ікскюлів. Лицар Йоганн де Бардевіш, будучи васалом ризького архієпископа Альберта II, у 1257 році отримав лен Ікскюль — перший опорний пункт німців у Прибалтиці. Відтоді він став використовувати назву свого маєтку як родове ім’я Ікскюль.
У 1286 році поблизу Ікшкіле відбулася велика битва між земгалами та лицарями Лівонського ордену.
У 1700 році в Ікшкіле польсько-саксонське військо зустрілося з військами шведського воєначальника Веллінга.
Під час Першої світової війни поблизу Ікшкіле знаходилися Петровський і Шереметьєвський табори (полигони) Віленського військового округу російської армії. Під час відступу російських військ Ікшкільський плацдарм (від острова Долес до гирла річки Огре), або «Острів смерті», став місцем подвигу двох рот російської армії, які перегородили ворогові шлях до переправи. Плацдарм утримувався протягом двох років із великими втратами з обох боків. Пам’ятник загиблим на «Острові смерті» зберігся на кладовищі в Ікшкіле до нашого часу.
5 лютого 1926 року поблизу Ікшкіле у поїзді Рига — Москва був убитий радянський дипломатичний кур'єр Теодор Нетте. На залізничній станції Ікшкіле було встановлено пам’ятник Т. Нетте (демонтований уночі з 17 на 18 серпня 2022 року).
Після будівництва у 1966—1974 роках Ризької ГЕС руїни замку опинилися на острові посеред річки Даугава (на водосховищі Ризької ГЕС), а від стін церкви на поверхні видно лише верхню частину.